# 榊原政房
榊原 政房（さかきばら まさふさ）は、江戸時代前期の大名。播磨姫路藩の第2代藩主。榊原家4代当主。

## 生涯
榊原忠次の子として生まれる。寛文5年（1665年）5月11日に父の死により家督を相続する。父・忠次は叔父の康勝の死によって榊原家を相続したが、実は康勝には庶子勝政があった。
勝政から榊原家当主の座を失わせた形になった政房は、義父の池田光政らと奔走し、勝政の子である勝直、政喬の兄弟を旗本に取り立てることに成功した。この分家成立は後に藩主の血筋を保つことになった。
寛文7年（1667年）死去、享年27。家督は嫡男の熊之助（政倫）が継いだ。

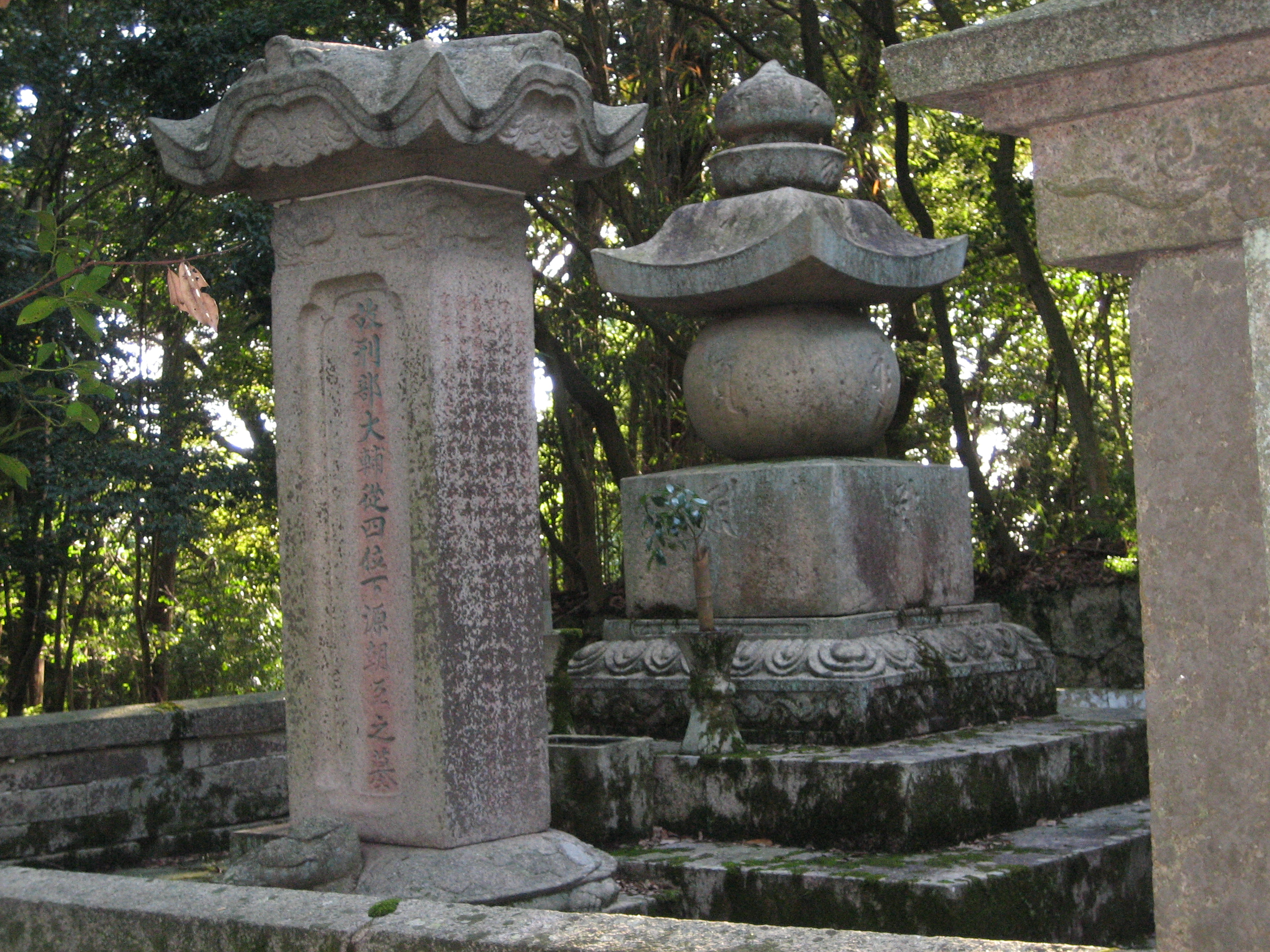
榊原政房の墓

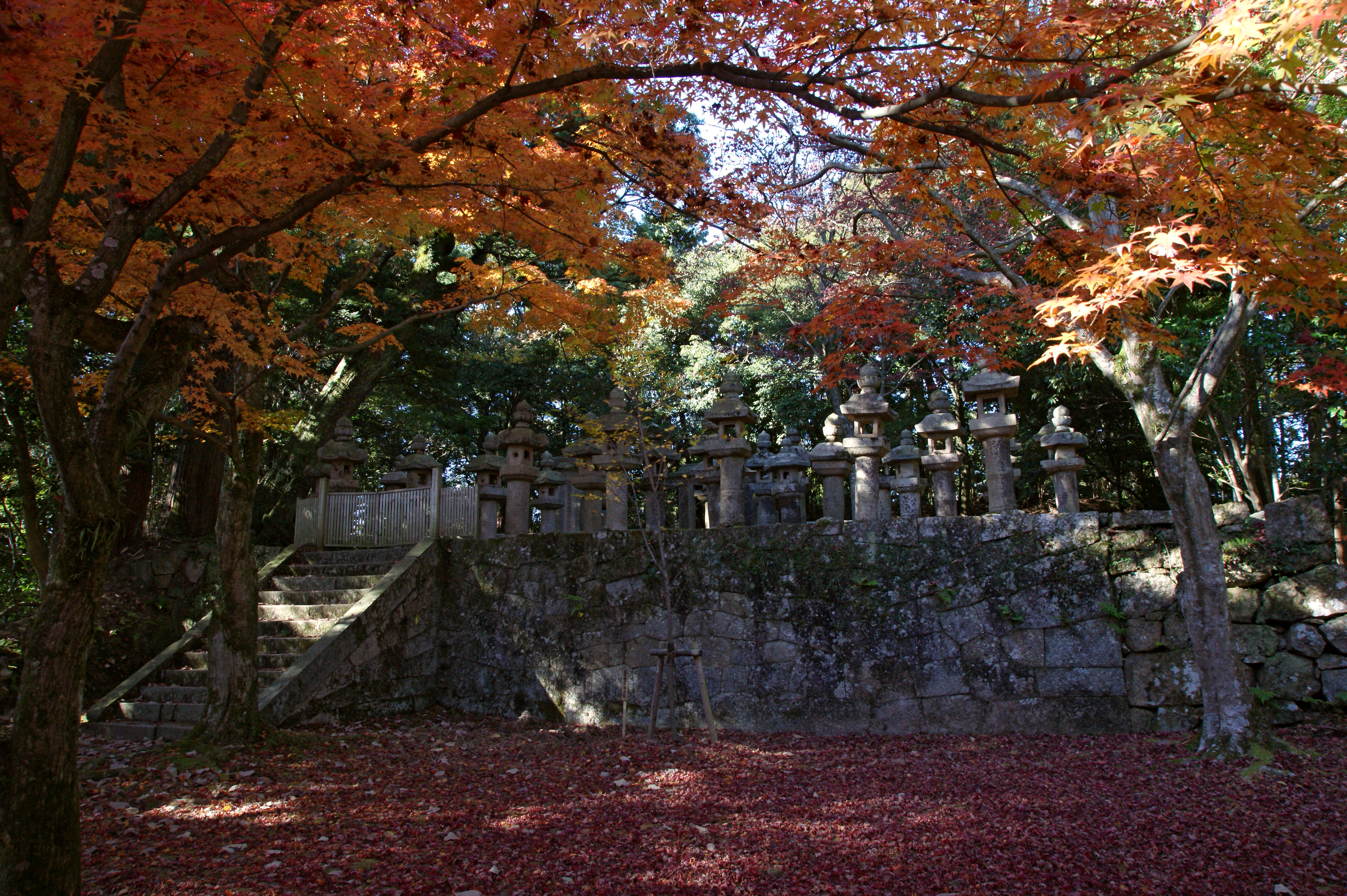
姫路書写山圓教寺にある榊原家廟所

## 官歴
- 1653年（承応2年） ：従五位下・刑部大輔
- 1665年（寛文5年） ：従四位下・式部大輔

## 系譜
父母
- 榊原忠次（父）
- 寺沢広高の娘（母）

正室、継室
- 富幾 - 池田光政の娘
- 池尻共孝の娘（継室）

子供
- 榊原政倫（長男） 生母は継室
- 松姫（長女） 生母は継室 - 蜂須賀綱通正室、のち松平義行継室